# Cromwell (Connecticut)
Cromwell ist eine Stadt im Middlesex County im US-Bundesstaat Connecticut, Vereinigte Staaten, mit 13.600 Einwohnern (Stand: 2004). Das Stadtgebiet hat eine Größe von 33,4 km².

## Söhne und Töchter der Stadt
- Hal McIntyre (1914–1959), Saxophonist, Klarinettist und Bigband-Leader